# Chociule
Chociule (niem. Kutschlau) – wieś w Polsce położona w województwie lubuskim, w powiecie świebodzińskim, w gminie Świebodzin.
W latach 1954–1959 wieś należała i była siedzibą władz gromady Chociule, po jej zniesieniu w gromadzie Lubinicko. W latach 1975–1998 miejscowość administracyjnie należała do województwa zielonogórskiego.

## Historia
Pierwsza wzmianka o wsi z 1224 roku, mówi o nadaniu Chociul dla klasztoru cysterskiego z Trzebnicy. W 1238 roku wieś lokowana powtórnie według reguł tzw. prawa niemieckiego. Nadanie wsi dla klasztoru potwierdził w 1255 roku książę Przemysł I. Stopniowo własność Chociul przechodziła na osoby prywatne oraz miasto Świebodzin. Chociule zostały poważnie zniszczone przez wojska rosyjskie podczas wojny siedmioletniej w 1759 roku, w tym czasie w okolicy wsi miała miejsce bitwa pod Kijami. W latach 1910–1919 powstała linia kolejowa Świebodzin – Sulechów, z przystankiem Chociule, która pozytywnie wpłynęła na dalszy rozwój wsi.

## Zabytki
Do wojewódzkiego rejestru zabytków wpisane są:
- kościół filialny pod wezwaniem św. Katarzyny, późnogotycki z połowy XVI wieku, 1790 roku, w ruinie
- zespół pałacowy, z połowy XIX wieku:
  - pałac eklektyczny z początku XIX wieku, dawniej Dom Dziecka, obecnie własność prywatna
  - park
  - ogrodzenie z bramkami

inne zabytki:
- kościół ewangelicki, obecnie rzymskokatolicki pod wezwaniem Wniebowzięcia NMP, neogotycki, z 1908 roku